# John Van Alphen
John Van Alphen (17 de junho de 1914 - 19 de dezembro de 1961) foi um futebolista belga que competiu na Copa do Mundo FIFA de 1938.